# Plouégat-Guérand
Plouégat-Guérand är en kommun i departementet Finistère i regionen Bretagne i västra Frankrike. Kommunen ligger i kantonen Lanmeur som tillhör arrondissementet Morlaix. År 2022 hade Plouégat-Guérand 1 058 invånare.

## Befolkningsutveckling
Antalet invånare i kommunen Plouégat-Guérand
Referens:INSEE